# Евгений Флорентийский

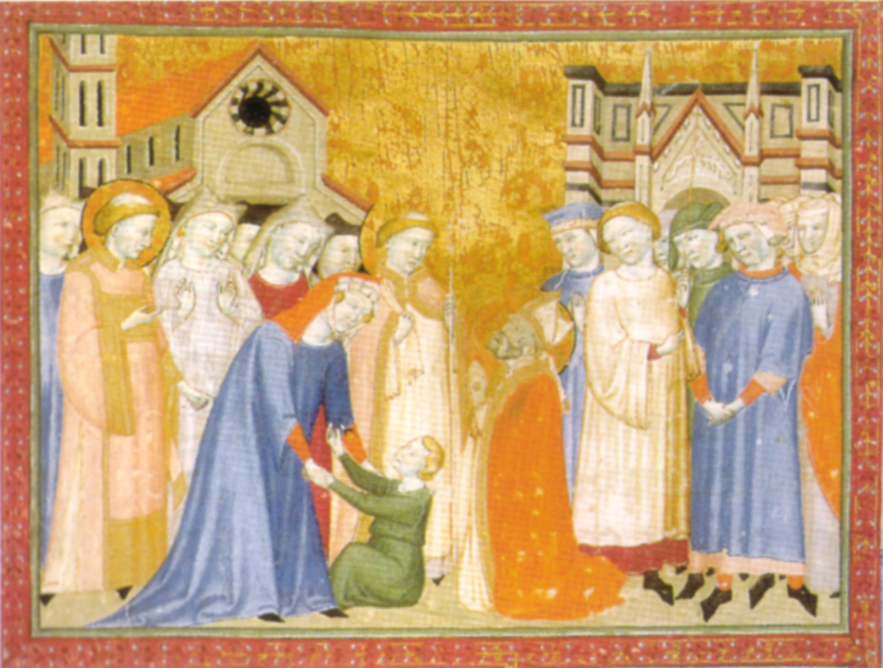
Св.Евгений присутствует при чуде св.Зиновия

Евгений (... - Флоренция, 422 год) — святой из Флоренции, диакон. День памяти — 17 ноября.
Согласно преданию св.Евгений получил образование у святителя Амвросия, который рукоположил его в диакона, а затем отправил во Флоренцию сослужить св.епископу Зиновию. Св.Евгений сотворил некоторые чудеса и в конечном итоге умер, помогая епископов Амвросию и Зиновию и иподиакону Крискентию (Crescenzio).